# Cottévrard

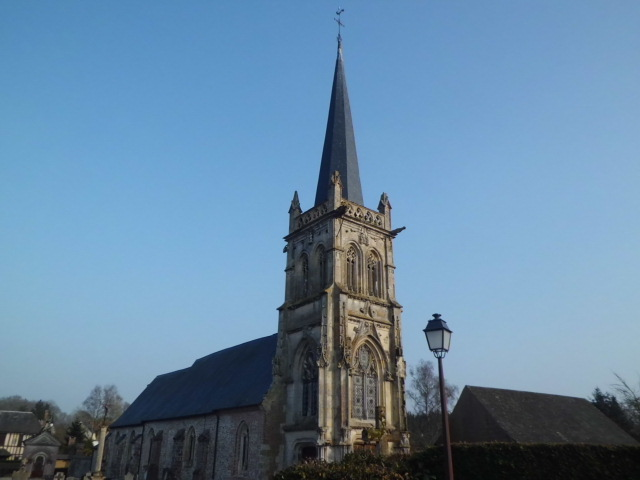
Kerk

Cottévrard is een gemeente in het Franse departement Seine-Maritime (regio Normandië) en telt 345 inwoners (2004). De plaats maakt deel uit van het arrondissement Dieppe.

## Geografie
De oppervlakte van Cottévrard bedraagt 8,0 km², de bevolkingsdichtheid is 43,1 inwoners per km².
De onderstaande kaart toont de ligging van Cottévrard met de belangrijkste infrastructuur en aangrenzende gemeenten.

## Demografie
Onderstaande figuur toont het verloop van het inwonertal (bron: INSEE-tellingen).